# Liz Akama
Liz Akama (赤間 凛音?, Akama Rizu; Sendai, 8 gennaio 2009) è una skater giapponese, vicecampionessa olimpica a Parigi 2024.

## Biografia
All'età di quindici anni ha rappresentato il Giappone ai Giochi olimpici estivi di Parigi 2024, dove ha vinto la medaglia d'argento nello street, terminando alle spalle della connazionale Coco Yoshizawa.

## Palmarès
- Giochi olimpici

Parigi 2024: argento nello street.